# 689
689是688与690之间的自然数。

## 人類社會文化
- 梁振英在2012年香港特別行政區行政長官選舉以689選委票當選第4屆香港特別行政區行政長官[1][2]，「689」在香港成為部分香港非建制派稱呼梁振英的綽號，但不獲梁振英承認。[3]
- 馬英九在2012年中華民國總統選舉以689萬1139票獲中華民國選民選為第13任總統[1][2]，「689」在台灣亦成為馬英九支持者的代名詞。[4]
- 蔡英文在2016年中華民國總統選舉以689萬4744票獲中華民國選民選為第14任總統[2]，「689」在台灣亦成為蔡英文支持者的代名詞，有時為區分蔡英文支持者與馬英九支持者，會用「689.5（689.4744≒689.5）」代之。[4]2020年中華民國總統選舉後改為「817」。[5]
- 朝鮮民主主義人民共和國首屆的地方選舉1949年朝鮮民主主義人民共和國地方選舉選出代表道的人民代表數[6]。
- 法國巴黎市中心唯一一幢辦公摩天大樓蒙帕納斯大樓的高度是689呎（210米）[7]。

## 數學
- 合數，正因數有1、13、53和689。[8]
質因數分解為{\displaystyle 13\times 53}。
- 虧數，真因數和為67，虧度為622。
- 不尋常數，大於平方根的質因數為53。
- 半質數。
- 無平方數因數的數。
- 十进制的奢侈數。
- 可用9種不同方式寫成三個平方數加總的最小整數[9][2][8]。
  - {\displaystyle 2^{2}+3^{2}+26^{2}=689}
  - {\displaystyle 4^{2}+12^{2}+23^{2}=689}
  - {\displaystyle 8^{2}+15^{2}+20^{2}=689}
  - {\displaystyle 2^{2}+18^{2}+19^{2}=689}
  - {\displaystyle 6^{2}+13^{2}+22^{2}=689}
  - {\displaystyle 12^{2}+16^{2}+17^{2}=689}
  - {\displaystyle 3^{2}+14^{2}+22^{2}=689}
  - {\displaystyle 7^{2}+8^{2}+24^{2}=689}
  - {\displaystyle 13^{2}+14^{2}+18^{2}=689}
- 227至233間所有質數的總和[1][2]。
- 83至109間所有質數的總和[8]。
- 是4種邊長皆為整數的直角三角形的斜邊值[2]。
  - {\displaystyle 111^{2}+680^{2}=689^{2}}
  - {\displaystyle 400^{2}+561^{2}=689^{2}}
  - {\displaystyle 364^{2}+585^{2}=689^{2}}
  - {\displaystyle 265^{2}+636^{2}=689^{2}}
- 2個連續整數344和345的加總[8]。
- 47至59間13個連續整數的加總[8]。
- 14至39間26個連續整數的加總[8]。
- 最小倒過來看還是一樣的輝煌數（brilliant number），如果去掉中間的數位（digit），我們就會得到最小倒過來看還是一樣的半質數（semiprime）[10]

## 化學
- 氢化锂的熔點為689°C。

## 天文
- NGC 689，是天爐座的星系。
- 小行星689，是由奧地利天文學家約翰·帕利扎於1909年9月12日發現的主帶小行星[11]。
- 天囷增五，又名HR 689，是鯨魚座的恒星[12][13]。
- 天園增一，又名CD-40 689，是波江座的恆星[14][15]。

## 其他領域
- 公元689年與公元前689年。
- 此數不管從哪個方向看都長得一樣[1][2][8]。
- 小兴安岭铧子山的海拔高度為689米[16]。